# Erich Rinner (Politiker)
Erich Rinner (* 27. Juli 1902 in Berlin; † 1982 in Washington, D.C.) war ein deutscher Politiker (SPD).

## Leben und Beruf
Als Sohn eines bei der Eisenbahn beschäftigten Hilfsbremsers, der später immerhin zum Zugführer aufsteigen konnte, wuchs Rinner „in ärmlichen, aber nicht proletarischen Verhältnissen“ (Selbsteinschätzung) auf. Zunächst besuchte er in Königsstadt, die Volks- und die Oberrealschule, bevor er sich anschließend an der Berliner Universität dem Studium der Nationalökonomie widmete. Zur Finanzierung des Studiums führte er verschiedene Hilfstätigkeiten aus und war unter anderem als Supernumerar am Finanzamt Charlottenburg 2 (1921/1922), als Privatsekretär des Reichstagsabgeordneten Paul Hertz (1922–1925) und als Sekretär der sozialdemokratischen Reichstagsfraktion (1925–1928) beschäftigt.
1926 machte er seinen Abschluss als Diplom-Volkswirt und komplettierte sein Studium 1929 mit dem Erwerb der Doktorwürde, inklusive des Zusatzes „magna cum laude“. Bereits seit 1928 arbeitete er als Privatsekretär des Reichsfinanzministers Rudolf Hilferding, gab diesen Beruf, aber schon 1930 wieder auf, um erneut als Sekretär der SPD-Reichstagsfraktion zu arbeiten. Bereits drei Jahre später stieg er dann zum „besoldeten Mitglied des Parteivorstandes der SPD“ auf und fungierte dort als Vertreter der Parteijugend.

## Die Zeit des Nationalsozialismus
Nur wenige Monate später wurde er dann in den vierköpfigen Notvorstand der SPD gewählt, die den Rückzug der eigentlichen Parteiführung ins Exil decken und der Nationalsozialistischen Regierung zeigen sollte, dass sich die SPD-Führung auch weiterhin im Inland befinde. Als die SPD drei Tage später am 22. Juni 1933 trotzdem verboten wurde, lebte Rinner zunächst einige Monate in der Illegalität in Deutschland, flüchtete aber noch vor Abschluss des Jahres nach Prag. Dort wurde er als neuntes Mitglied in den Exilvorstand der SPD aufgenommen, arbeitete unter dem Decknamen „Ernst Anders“ oder „Hugo“ und war unter der Adresse „Prag VIII, Troja, Hotel Bures“ gemeldet.
Unter seiner Federführung entstanden dort die Deutschlandberichte der Sopade, mit deren Hilfe man der Propaganda der Nationalsozialistischen Regierung entgegenwirken wollte. Diese erreichten besonders in ihrer englischen Fassung im Ausland einen kleinen, aber doch einflussreichen Kreis an Lesern. Doch die Prager Regierung sah sich immer stärker werdendem Druck der deutschen Regierung ausgesetzt, hielt diesem aber zunächst stand. Als dann aber auch noch die britische Regierung Chamberlains auf eine Beendigung der Exilarbeit drängte, sah sich der Prager Regierungschef Edvard Beneš gezwungen – trotz persönlichen Bedauerns – die Mitglieder des Exilvorstandes zur Beendigung ihrer politischen Arbeit aufzufordern.
Diese beschlossen deshalb bereits im Herbst 1937 die Umsiedlung nach Paris, vollzogen diese allerdings erst im Mai 1938. Doch die sich verschlechternde politische Lage sorgte auch für Probleme bei der Erstellung der „Deutschland Berichte“. Der verstärkten Arbeit der Gestapo waren die meisten Informanten innerhalb Deutschlands zum Opfer gefallen. Zudem wurde durch die Besetzung des Sudetenlandes eine Übermittlung der Informationen vor allem aus dem Osten des Reiches zunehmend erschwert. Doch dank der beharrlichen Arbeit Erich Rinners erschienen die Berichte auch weiterhin, sowohl in englischer, als auch in deutscher Fassung und wurden unter anderem von der Labour Party in England und dem Jewish Labor Committee in New York City bezogen.
Mit dem Ausbruch des Krieges setzte dann allerdings erstmals eine Unterbrechung der Deutschland Berichte ein. Diese wurden zwar noch einmal kurz aufgenommen, aber nach der deutschen Besetzung Frankreichs wieder eingestellt. Wie allen Mitgliedern des Exilvorstandes drohte auch Erich Rinner die Auslieferung an Deutschland, so dass er sich entschloss, über Lissabon in die Vereinigten Staaten zu fliehen, während der größte Teil des Exilvorstandes nach London ging.
Wohl gegen Ende des Jahres 1940 in den Vereinigten Staaten gekommen machte er zunächst auch in der Politik Karriere. Er schrieb Arbeiten über die deutsche Kriegsfinanzierung und erarbeitete unter anderem für die Rockefeller-Stiftung Analysen über die Organisation der Arbeit in Deutschland. Bald darauf wurde Rinner „former Economic Adviser of the German Federation of Trade Union“ sowie Mitglied des Exekutivkomitees des „deutsch-amerikanischen Konzils zur Befreiung Deutschlands“. Daneben engagierte er sich in der German Labour Delegation.

## Die Zeit nach der Politik
Doch schon Ende des Jahres 1940 zog sich Rinner endgültig aus der Politik zurück. Stattdessen ging er nach Washington, D.C., wo er zunächst einige Jahre als „principal regional specialist im Office of War“ arbeitete. Nach Kriegsende entschloss er sich – im Gegensatz zu den meisten anderen nichtjüdischen, geflohenen Parteimitgliedern – nicht nach Deutschland zurückzukehren, obwohl er im Rückblick meinte als Nationalökonom sei ihm klar gewesen, dass Deutschland sich „wieder berappeln werde“. Stattdessen fand er eine Anstellung in einer Investmentbank, wo er zum Leiter der volkswirtschaftlichen Abteilung aufstieg und schließlich sogar Teilhaber wurde. 1982 starb er als Vater zweier Söhne in Washington.